# Danny Fresh
Danny Fresh (* 6. September 1978 in Ostfildern-Ruit, bürgerlich Daniel Ohler) ist ein deutscher Rapper.

## Leben
Danny Fresh wohnte bis 1991 in Ostfildern-Scharnhausen, wo er das Otto-Hahn-Gymnasium im Nachbarort Ostfildern-Nellingen besuchte. Danach folgten umzugsbedingt das Fanny-Leicht-Gymnasium in Stuttgart-Vaihingen und das Schönbuch-Gymnasium in Holzgerlingen, Kreis Böblingen, wo er im Jahr 1997 das Abitur machte. 2003 bis 2006 studierte Danny Fresh an der neu gegründeten Popakademie Baden-Württemberg in Mannheim als erster Studiengang im Bereich Popmusikdesign mit dem Schwerpunkt „Songwriting“. Seit 2006 ist er Gastdozent an der Popakademie. 2011 bis 2013 studierte Danny wieder als erster Jahrgang an der Popakademie den Studiengang „Educating Artist“, den er 2013 mit dem Abschluss Master of Arts erfolgreich beendete.
Danny Fresh wohnt in Heidelberg und ist mit der Sängerin Laura Bellon verheiratet.

## Karriere

### Musikalische Karriere

#### Die Anfänge (1993–1999)
Danny Freshs erster Berührungspunkt mit der Hop-Hop Kultur und mit Rap waren der Film Beat_Street, den er 1990 im Alter von 13 im dritten Programm Südwest 3 sah und der Song „Got to get“ der US-amerikanischen Rapperin Leila K., den er im Radio hörte. Er begann daraufhin sich zeitgleich aktiv mit Graffiti, Breakdance und Rap auseinanderzusetzen.
Danny Fresh begann seine musikalische Karriere als MC, damals noch unter dem Namen D-Boy. Den Künstlernamen D-Boy wählte Ohler, in Anlehnung an den US-amerikanischen christlichen Freestyle Rapper Daniel „D-Boy“ Rodriguez, der im Alter von nur 33 Jahren in Dallas erschossen wurde.
Fresh rappte eigenen Angaben zufolge im Jahr 1993 erstmals im Alter von 16 Jahren vor Publikum. Mit der HipHop Crew W4C (Warriors for Christ), zusammen mit dem Sänger und Produzenten Ruben Rodriguez und dem DJ PL Peter Pan, trat er in einem Jugendgottesdienst im Stuttgarter Vorort Ditzingen auf. Bereits nach weniger als einem Jahr erschien das erste Demo-Tape der Band Take a Look im Eigenvertrieb. Obwohl er damals noch teilweise auf Englische rappte, entschied Danny sich bald für die deutsche Sprache. Ein weiteres Jahr später veröffentlichten W4C die erste gepresste Demo-CD, ebenfalls im Eigenvertrieb, Lord Take Care. 1997 erschien die erste offizielle EP von W4C, der 1998 das erste Album Not 2 Diss U folgte, deren Song I’ll Be Around als Single über Sony Music veröffentlicht wurde.
Obwohl Danny bereits auf Not 2 Diss U als Danny Fresh in Erscheinung trat, erschien 2000 unter dem Namen D-Boy das erste Solo-Projekt Frage-Antwort. Nach einer Pause folgte das nächste W4C-Album O.S.T. erst im Jahr 2003, begleitet von diversen Single-Auskopplungen. Die letzte Veröffentlichung mit W4C war das Album Immer Noch im Sommer 2005.
Seit 2002 begann Danny Fresh erstmals auch außerhalb der lokalen Böblinger Szene mit anderen Bands und Projekten zusammenzuarbeiten und war u. a. auf dem Sampler Plattform Records (2002), dem Album des ehemaligen Söhne-Mannheims-Sängers Rolf Stahlhofen Zeit was zu ändern (2003) und auf beiden Singles und dem Album des Allstar-Projekts Zeichen der Zeit (2003/2004) vertreten. Die Single „Du bist nicht allein“ von Zeichen der Zeit stieg in die Top Ten der deutschen Singlecharts ein.
2005 war Danny Fresh als Feature auf Xavier Naidoos Album Telegramm für X zu hören. Im Jahr 2006 veröffentlichte Danny Fresh sein erstes Solo-Album Veni, das er als Tour Support von Xavier Naidoo in D/A/CH vorstellen konnte.
Ebenfalls im Jahr 2006 folgte die Neuauflage von Zeichen der Zeit (mit u. a. Xavier Naidoo, Cassandra Steen und Olli Banjo) mit dem Album David Generation, auf dem Danny mit 2 Solo-Tracks und bei mehreren Allstar-Songs als Feature vertreten ist.
Das zweite Album Vidi seiner Album-Trilogie erschien 2007 und enthielt Features mit Xavier Naidoo, Pal One, Tone und Bintia, das dritte Album Vici wurde 2009 veröffentlicht.
Danach legte Danny Fresh eine längere Release-Pause ein und widmete sich seinem Master-Studium sowie dem Aufbau seiner Rap-Workshop Arbeit und verschiedenen sozialen Projekten.
Am 7. August 2015 erschien das neue Danny Fresh Album #losgehen und im März 2023 seine bisher letzte Solo-EP G24H, die allerdings ausschließlich digital released wurde.

## Amoklauf von Winnenden
Nachdem der 17-jährige Schüler Tim K. am 11. März 2009 in der baden-württembergischen Kreisstadt Winnenden ein Blutbad anrichtete, nahm Danny Fresh noch am selben Tag den Song „Was kann dieser Tag ändern“ auf. Das von Angehörigen der Opfer gegründete Aktionsbündnis Amoklauf Winnenden machten den Song zu ihrem Mottosong, der auch auf dem Sampler „Die Liebe bleibt“ zugunsten des Aktionsbündnisses vertreten ist. Am 17. Juli 2009 wurde der Song im Rahmen eines Benefiz-Fußballspiels mit einer Traditionsmannschaft des VfB Stuttgart zum Gedenken der Opfer und zur Unterstützung des „Aktionsbündnisses Amoklauf Winnenden“ in Leutenbach nähe Winnenden erstmals aufgeführt.

## Aufzeichnungen (Auswahl)
Danny Fresh und der Radiosender big FM erhielten im Jahr 2014 den LFK Medienpreis für ihre Beiträge zur Bundestagswahl 2013. Die Jury urteilte über Freshs täglichen Rap zu den Wahlprogrammen der großen Parteien: „Sprachlich griffig und sehr stimmig für die Zielgruppe wird hier das Thema Bundestagswahl angepackt. Eine überzeugende Aktion eines Jugendsenders für die Erstwähler. Erfrischend in der Form und doch auch sachlich mit gutem Groove. Information einmal ganz anders, gut verpackt und passend präsentiert.“

## Diskografie
Studioalben - W4C
- 1998: Not 2 Diss U
- 2003: O.S.T.
- 2005: Immer noch

Studioalben - Danny Fresh
- 2006: Veni
- 2007: Vidi
- 2009: Vici
- 2015: #losgehen

Singles - W4C
- 1999: I’ll be around
- 2001: Tres Amigos
- 2002: Das 5. L-M-ent
- 2004: Respect
- 2005: Ist es Liebe?

Singles - Danny Fresh
- 2007: Rockstar
- 2009: Was ist schon dabei

Features/Sampler
- 2003: Zeichen der Zeit/Zeichen der Zeit
- 2005: „In deine Hände“ Telegramm für X/Xavier Naidoo
- 2006: „David Generation“/Zeichen der Zeit
- 2007: „Blut, Schweiss und Tränen“ auf GAIA/DJ GAMBIT
- 2009: „Mut zur Veränderung“ Alles kann besser werden/Xavier Naidoo